# Нагірно-Карабаська автономна область
Нагірно-Карабаська автономна область (НКАО) (вірм. Լեռնային Ղարաբաղի Ինքնավար Մարզ, азерб. Dağlıq Qarabağ Muxtar Vilayəti) — автономна область, що існувала в 1923—1991 роки у складі Азербайджанської РСР, населена переважно вірменами.
5 липня 1921 р. рішенням Кавказького бюро (Кавбюро) Центрального Комітету РКП (б) Нагірний Карабах включений до складу АзРСР.
7 липня 1923 р. з вірменської частини Нагірного Карабаху утворена Автономна область Нагірного Карабаху (АОНК), з центром у містечку Ханкенді (перейменованому потім у Степанакерт) . Спочатку НКАО межувала з Вірменською РСР, але до кінця 1930-х років спільний кордон зник.
У 1936 р., після прийняття нової союзної конституції, перейменована в Нагірно-Карабаську автономну область (НКАО).
2 вересня 1991 р. на спільній сесії Нагірно-Карабаської обласної та Шаумянівської районної Рад народних депутатів Азербайджанської РСР проголошено про створення Нагірно-Карабаської Республіки.
23 листопада 1991 р. Верховна Рада Азербайджанської Республіки прийняла постанову про ліквідацію НКАО. Верховна Рада СРСР визнала це рішення недійсним.